# Андаманская мифология
Андама́нская мифоло́гия — мифология коренного населения Андаманских островов, ныне почти вымершего. Мифы андаманцев чрезвычайно просты и представляют собой чаще всего отражение представлений андаманцев о происхождении людей и разных видов животных, отдельных обычаев, о причинах смены дня и ночи и других явлений природы.

## Исследователи андаманской мифологии
Основные источники по изучению андаманской мифологии — труды служащего английской колониальной администрации Э. Мэна, жившего на островах в 1869-80, и английского этнографа Альфреда Радклифф-Брауна.

## Пантеон духов и богов
В Андаманской мифологии преобладают анимистические представления. Существуют мифы, носящие следы древних тотемистических верований о предках в облике животных, мифы о духах умерших предков, объясняющие причину смерти человека, и о духах, олицетворяющих различные силы и явления природы (месяц, солнце, ветры, морские течения и т. д.), — и те и другие духи назывались чауга или лау. Они представляются преимущественно злыми и опасными для человека существами (вероятно, в основе этих анимистических образов лежит олицетворение враждебных человеку сил природы): дух леса Эрем-чаугала, ранивший или убивавший людей невидимыми стрелами; злой дух моря Джуру-вин, поражавший людей внезапной болезнью и поедавший тела утопленников, и духи Чол, поражавшие людей невидимыми копьями во время дневного зноя (солнечный удар), однако сколько-нибудь развитой персонификации не наблюдается.
Из сонма духов особо выделяется Пулугу (англ. Pulugu: также Билику), олицетворяющий разрушительный северо-восточный муссон. За несоблюдение некоторых запретов (главным образом пищевых) он насылает на людей бурю. Его образ не совсем ясен. По одним мифам, его рассматривают как мужское начало, по другим — как женское. Южные группы андаманцев считали его верховным божеством, создателем мира и первого человека — Томо (по другим мифам, Томо появился раньше).
Томо является центральной фигурой многих мифов. Это первый человек — предок, культурный герой, который научил андаманцев делать луки, стрелы, каноэ, пользоваться огнём, ловить рыбу, находить съедобные растения. Его жена — Мита научила женщин плести сети и наносить цветной глиной на тело орнамент.